# Bread and butter
Bread and butter is een single van de Amerikaanse poptrio The Newbeats uit 1964. Het nummer viel op door het simpele pianomelodietje, dat steeds herhaald werd, en de falsetstem van Larry Henley. De plaat was een wereldwijde hit. In de Amerikaanse Billboard Hot 100 haalde ze de tweede plaats en in de Britse UK Singles Chart de vijftiende. In Nederland was er een opmerkelijk verschil tussen de Nederlandse Top 40 (nummer 36) en de Tijd voor Teenagers Top 10 (nummer 9). In totaal gingen meer dan een miljoen exemplaren over de toonbank. Latere platen van The Newbeats hadden veel minder succes.
Op het eind van dat jaar bracht de groep het album Bread & Butter uit, met daarop Bread and butter als eerste nummer.
De zanger vertelt dat hij dol is op brood en boter en op toast met jam. Dat krijgt hij dan ook van zijn vriendin. Tot hij haar op een kwade dag betrapt terwijl ze kip en deegballen, dingen die hij niet lust, zit te eten met een andere man. Ineens is de relatie voorbij.

## Tracklist

### 7" Single
Hickory HY 42.775 (1964)
1. Bread and butter - 1:58
2. Tough little buggy - 2:23

## Hitnotering
| Tijd voor Teenagers Top 10 | 17-10-1964 | Positie: | 9  | 17-10-1964 |
| Nederlandse Top 40         | 16-01-1965 | Positie: | 36 | 16-01-1965 |

## Reclamejingle
Het nummer was de basis voor een reclamejingle van Schmidt Baking Company, die het twee decennia (de jaren zeventig en tachtig) uithield, met als tekst: ‘I like bread and butter, I like toast and jam, I like Schmidt's Blue Ribbon Bread, It's my favorite brand’.